# كلية الاقتصاد والإدارة (جامعة الخزر)
كلية الاقتصاد والإدارة بجامعة الخزر تأسست عام1991 م كأحد أفرع جامعة الخزر، ومنذ تأسيسها تعتبر رائدة علم الإدارة في أذربيجان، وكان لها السبق في إدخال نظم التعليم الغربية للبلاد بما يتناسب مع الاحتياجات الإقليمية لهذا البلد، ومنذ عام 1997 م أسندت عمادة الكلية للأستاذ الدكتور محمد نوريف (دكتوراه في العلوم) كما يبلغ عدد منسوبي الكلية ما يزيد على(50) عضو هيئة تدريس من كافة تخصصات الاقتصاد والإدارة ويتم تدريس جميع المواد باللغة الإنجليزية.

## البرامج
تمنح كلية الاقتصاد والإدارة شهادة البكالوريوس والماجستير والدكتوراه وفق ضوابط وزارة التعليم العالي

### برامج البكالوريوس
- بكالوريوس إدارة الأعمال تخصص (علوم مالية)
- بكالوريوس إدارة الأعمال تخصص (محاسبة)
- بكالوريوس إدارة الأعمال تخصص (علوم إدارية)
- بكالوريوس إدارة الأعمال تخصص (عام)
- بكالوريوس إدارة الأعمال تخصص (إدارة أعمال دولية)
- بكالوريوس إدارة الأعمال تخصص (تسويق)
- بكالوريوس إدارة الأعمال تخصص (اقتصاد)
- بكالوريوس إدارة الأعمال تخصص (اقتصاد دولي)

### برامج الماجستير
- ماجستير إدارة الأعمال (MBA)
- ماجستير الاقتصاد الدولي
- ماجستير إدارة الطاقة والتنمية المستدامة ((ماجستير مزدوج بين كلية الاقتصاد والإدارة بجامعة الخازر والمعهد العالي للتنظيم والإدارة بفرنسا (IPAG)

## التعليم الإلكتروني
منذ عام 2009 م ركزت كلية الاقتصاد والإدارة على نوعية المخرجات وذلك باستخدام نماذج التعليم الإلكتروني لدعم العملية التعليمية.
التعليم الإلكتروني :
منذ عام 2009 م ركزت كلية الاقتصاد والإدارة على نوعية المخرجات وذلك باستخدام نماذج التعليم الإلكتروني لدعم العملية التعليمية.